# فيتو بيز
فيتو بيز (بالإسبانية: Fito Páez) (و. 1963  م) هو مغني، وعازف بيانو، وكاتب أغاني، من الأرجنتين، ولد في روساريو.

## سيرة شخصية

### مبكراً

فيتو بيز في أوائل الثمانينات

ولد بيز في روساريو في محافظة سانتا في؛ اسمه الحقيقي هو رودولفو بايز، عندما كان طفلا دعاه الناس مثل والده "Rodolfito" ومع مرور الوقت أصبح هذا اللقب فقط "Fito" لتمييزه عن والده، وكان هذا مصدر اسمه الفني.
قام فيتو بتشكيل فريق عمل، كانت الفرقة الأولى له في الثالثة عشر من عمره، وفي عام 1977، لعب في إل بانكت مع روبن غولدين وجورجي لونش. وفي العام التالي، بدأ يؤدي منفرداً في الحانات.
بعد أن خرج من المدرسة الثانوية، بدأ بجولة مع عدة فرق وبعد فترة وجيزة أنتج أول ألبوم منفرد له، "Del '63", الذي صدر في 1984. تمت ترقيته أولاً في مسقط رأسه، وفي وقت لاحق أكتسب الاهتمام في بوينس آيرس. تم وضع التسجيل بمساعدة بعض من أبرز الموسيقيين الأرجنتينيين، بما في ذلك دانيال ويرتز، فابيان غالاردو، تويتي غونزاليز وبول دورج.
ككاتب أغاني حصل التسجيل على إشادة من النقاد، وساعده في مشاريعه المستقبلية، بما في ذلك ألبوم 1985، بعنوان Giros. كسب التسجيل التجريبي للألبوم له ثناء لويس ألبرتو سبينيتا - فضلاً عن الشراكة - كان ألبوم بيز التالي "La La La" في 1986 دويتو مع سبينيتا. دعم الثنائي هذا الألبوم بجولة على طول الطريق إلى سانتياغو. وفي العام نفسه، شارك في مهرجان ألف يوم من الديمقراطية.
اتسم تسجيله في 1987 بعنوان "Ciudad de Pobres Corazones" بدور سياسي داكن لعمله وخصص لذكرى اغتيال عمته وجدت. حصل بيز على طعمه الأول من العمل الإنتاج في ألبوم "Ey!" الذي صدر في عام 1988. والذي تم تسجيله في نيويورك وهافانا.

### 1990 - حالياً
يستكشف ألبومه الذي صدر في عام 1990 بعنوان Tercer Mundo التأثيرات الثقافية لأمريكا اللاتينية وأظهر العالم القاسي للفقر والاستغلال.
ذلك، كان أيضا عرضه للانتقادات اللاذعة، ولكن كان له ألبوم بايز عام 1992 بعنوان El Amor Después del Amor والذي شكل ذروة نجاحه التجاري. حيث بيع للألبوم أكثر من 750,000 نسخة وعندما قام بايز بجولة لدعمه، وجد نفسه يلعب في عروض بيعت لحوالي 40,000 شخص.
وكان لألبومه التالي "Circo Beat" توقعات عالية مستحيلة، على الرغم من أن العديد من أغانيه بما فيها ماريبوسا تيكنيكولور "Mariposa Tecknicolor" وتيما دي بيلوسو "Tema de Piluso,"، بالإضافة إلى ألبوم مصاحب، بيعت حوالي 350,000 نسخة فقط. وأنجز عدة مشاريع أخرى في وقت متأخر من التسعينات بما في ذلك ألبوم، Euforia وألبوم عام 1998 Sabina & Paez: Enemigos Intimos، مع خواكين سابينا. وكان عام 1999 متوازناً حيث أصدر ألبوم آخر بعنوان "Abre" أنتج بطريقة رائعة.
كما حصل على جائزتي غرامي في أول لاتينية سنوية لجائزة غرامي في خريف 2000. عاش مع الممثلة الأرجنتينية سيسيليا روت لبعض من السنين.

## ألبومات

### ألبومات استوديو
- Del 63 (1984)
- Giros (1985)
- Ciudad de pobres corazones (1987)
- Ey! (1988)
- Tercer mundo (1990)
- El Amor Después del Amor (1992)
- Circo Beat (1994)
- Abre (1999)
- Rey Sol (2000)
- Naturaleza sangre (2003)
- Moda y pueblo (2005)

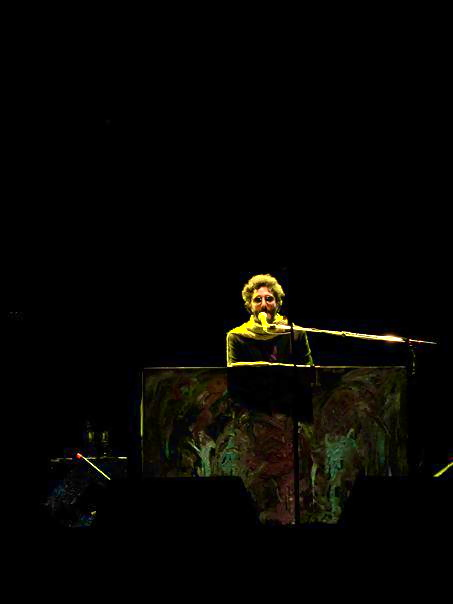
فيتو بيز في مهرجان النفوس (2010)، المكسيك.

- El Mundo Cabe en Una Canción (2006)
- Rodolfo]] (2007)
- Confiá (2010)
- Canciones para Áliens (2011)
- El Sacrificio (2013)
- Dreaming Rosario (2013)
- Yo Te Amo (2013)
- Rock and Roll Revolution - RRR (2014)

### ألبومات حية
- Euforia (1996)
- Mi vida con ellas (2004)
- No sé si es Baires o Madrid (2008)
- El amor después del amor 20 años (2012)

### ألبومات تعاونية
- La La La (مع لويس ألبرتو سبينيتا) (1986)
- Enemigos íntimos (مع خواكين سابينا) (1998)
- Locura total (مع Paulinho Moska) (2015)

### ألبومات تجميعية
- Grandes éxitos (1990)
- Crónica (1991)
- Lo mejor de Fito Páez (1993)
- Lo mejor de los mejores – Volume 1 and 2 (1995/1996)
- Lo duro/Lo suave de Fito Páez (1996)
- Serie de oro: grandes éxitos (1999)
- Fue amor (2000)
- فيتو بيز (2002)
- Músicos, poetas y locos (2003)
- Super 6 (2003)
- Gran reserva (2005)
- Grandes Canciones (2008)

## الجوائز والترشيحات

### جوائز غرامي اللاتينية
| عام  | فئة                       | العمل                        | النتيجة |
| ---- | ------------------------- | ---------------------------- | ------- |
| 2000 | أغنية العام               | Al lado del camino           | ترشيح   |
| 2000 | أفضل أداء صوتي ذكر روك    | Al lado del camino           | فوز     |
| 2000 | أفضل موسيقى روك           | Al lado del camino           | فوز     |
| 2000 | أفضل ألبوم صوتي روك       | Abre                         | ترشيح   |
| 2001 | أفضل ألبوم صوتي روك منفرد | Rey Sol                      | ترشيح   |
| 2001 | أفضل موسيقى روك           | El Diablo De Tu Corazón      | ترشيح   |
| 2001 | أفضل فيديو كليب           | El Diablo De Tu Corazón      | ترشيح   |
| 2004 | أفضل ألبوم صوتي روك منفرد | Naturaleza sangre            | ترشيح   |
| 2005 | أفضل ألبوم صوتي روك منفرد | Mi vida con ellas            | ترشيح   |
| 2005 | أفضل موسيقى روك           | Polaroid De Locura Ordinaria | ترشيح   |
| 2007 | أفضل ألبوم صوتي روك منفرد | El mundo cabe en una canción | فوز     |
| 2008 | أفضل مغني وكاتب أغاني     | Rodolfo                      | فوز     |
| 2009 | أفضل ألبوم بوب صوتي ذكر   | No sé si es Baires o Madrid  | فوز     |
| 2016 | أغنية العام               | Hermanos                     | ترشيح   |

### جوائز كارلوس غارديل
| عام  | فئة                                                | العمل                       | النتيجة |
| ---- | -------------------------------------------------- | --------------------------- | ------- |
| 2009 | Mejor álbum artista canción testimonial y de autor | No sé si es Baires o Madrid | فوز     |
| 2009 | أفضل DVD                                           | No sé si es Baires o Madrid | ترشيح   |
| 2009 | أفضل موسيقى تصويرية ألبوم/فيلم                     | ¿De quién es el portaligas? | ترشيح   |

## وصلات خارجية
- فيتو بيز على موقع IMDb (الإنجليزية)
- فيتو بيز على موقع ألو سيني (الفرنسية)
- فيتو بيز على موقع ميوزك برينز (الإنجليزية)
- فيتو بيز على موقع أول موفي (الإنجليزية)
- فيتو بيز على موقع قاعدة بيانات الأفلام السويدية (السويدية)
- فيتو بيز على موقع أول ميوزيك (الإنجليزية)
- فيتو بيز على موقع ديسكوغز (الإنجليزية)
- فيتو بيز على موقع قاعدة بيانات الفيلم (الإنجليزية)
- فيتو بيز على موقع كينوبويسك (الروسية)